# Mâle (Orne)
Pour les articles homonymes, voir Mâle (homonymie).
Mâle est une ancienne commune française, située dans le département de l'Orne en région Normandie, devenue le 1er janvier 2016 une commune déléguée au sein de la commune nouvelle de Val-au-Perche.
Elle est peuplée de 655 habitants.

## Géographie
La commune est au sud-est du département de l'Orne, au sud du Perche ornais. Son bourg est à 9,5 km au sud-ouest de Nogent-le-Rotrou, à 12 km au nord-est de La Ferté-Bernard et à 22 km au sud-est de Bellême.
Mâle fait partie des dix communes qui composent le canton du Theil. Elle dépend de l'arrondissement de Mortagne-au-Perche.
La commune s'étend sur 2 190 ha et est traversée par l'Huisne qui prend sa source à La Perrière, à une vingtaine de kilomètres au nord-ouest, et se jette dans la Sarthe au Mans.
| La Rouge | Saint-Hilaire-sur-Erre, Nogent-le-Rotrou (Eure-et-Loir) | Nogent-le-Rotrou (Eure-et-Loir)  |
| Le Theil | Mâle                                                    | Souancé-au-Perche (Eure-et-Loir) |
| Ceton    | Ceton                                                   | Les Étilleux (Eure-et-Loir)      |

## Toponymie
Le toponyme serait issu de margila par le normand mâle ,(ancien français marle), « marne », qui décrirait la terre du lieu.  
Margila est un mot Gaulois .
Le gentilé est Mâlois.

## Histoire
Anciennement Masle, au Moyen Âge, la ville abrita Notre-Dame des Clairets, abbaye de Cisterciennes (moniales) de Savigny.
L'abbaye fut fondée en juillet 1204 par Mathilde de Saxe, comtesse du Perche et fille d'Henri XII de Bavière qui respectait ainsi la volonté de son époux, Geoffroy III du Perche mort quant à lui en 1202 juste avant de partir en croisade. Elle reçut des nonnes jusqu'à la Révolution.
En 1692, l'abbé de Rancé lui donna des règlements analogues à ceux de la Trappe, en faisant la première abbaye de Cisterciennes à adopter la réforme de la Stricte Observance.
La mère supérieure de l'abbaye avait le droit de haute et de basse justice. Elle faisait exécuter ses sentences au lieu-dit le Gibet pour les animaux, actuellement situé sur la RN 23. Les fourches patibulaires pour les humains étaient dressées au lieu-dit la Potence, sur les anciennes terres de l'abbaye.
En 1790, l'abbaye vendue aux enchères comme bien national à un marchand de pierres, est méthodiquement détruite. Le site devient un énorme dépôt de matériaux. Les quelques vestiges de l'abbaye qui étaient encore debout furent transformés, d'une part en "château" entre 1830 et 1868, l'ancien pigeonnier en habitation en 1928, l'orangerie de l'abbesse en grange et les autres bâtiments en divers remises et ferme. Une partie de l'ancienne grange aux dîmes devint une chapelle en 1927, selon le souhait du propriétaire de conserver la mémoire de cet ancien lieu monastique.

## Héraldique
| Blason de Male | Blason  | Écartelé : au 1er de sinople à la chouette d'or, au 2e d'argent à la roue de moulin de sable soutenue une jumelle ondée d'azur, au 3e d'argent à cinq billettes de sable posées 2 et 3, au 4e de sinople à la crosse d'argent en barre brochant sur une épée versée du même en bande ; sur le tout en abîme, au contre cœur de cheminée [taque] de gueules. |
| Blason de Male | Détails | Le statut officiel du blason reste à déterminer. |

## Politique et administration
| Période                                  | Période          | Identité              | Étiquette | Qualité             |
| ---------------------------------------- | ---------------- | --------------------- | --------- | ------------------- |
| 1848                                     | 1876             | François de Saint Pol |           |                     |
| 1876                                     | 1882             | Isidore Poussin       |           |                     |
| 1882                                     | 1884             | Emile Chouanard       |           |                     |
| 1884                                     | 1888             | François Bajon        |           |                     |
| 1888                                     | 1900             | Auguste Hunault       |           |                     |
| 1900                                     | 1904             | Emile Chouanard       |           |                     |
| 1904                                     | 1908             | Eugène Choplin        |           |                     |
| 1908                                     | 1928             | Edmond Perriot        |           |                     |
| 1928                                     | 1929             | Jules Fortin          |           |                     |
| 1929                                     | 1944             | Gustave Hunault       |           |                     |
| 1944                                     | 1946             | Emile Guée            |           |                     |
| 1946                                     | 1947             | Charles Chouanard     |           |                     |
| 1947                                     | 1965             | Jean Aveline          |           |                     |
| 1965                                     | 1971             | Louis Perriot         |           |                     |
| 1977                                     | 1989             | André Leprince        | SE        | Agriculteur         |
| mars 1989                                | mars 2001        | Gérard Pissot         | SE        | Agriculteur         |
| mars 2001                                | mars 2008        | Jean-Pierre Étournay  | SE        | Tailleur de pierre  |
| mars 2008                                | 31 décembre 2015 | Martine Georget       | SE        | Infirmière libérale |
| Les données manquantes sont à compléter. |                  |                       |           |                     |

Le conseil municipal est composé de quinze membres dont le maire et quatre adjoints.

## Démographie
En 2021, la commune comptait 655 habitants. Depuis 2004, les enquêtes de recensement dans les communes de moins de 10 000 habitants ont lieu tous les cinq ans (en 2004, 2009, 2014, etc. pour Mâle) et les chiffres de population municipale légale des autres années sont des estimations.
Mâle a compté jusqu'à 1 423 habitants en 1806.
| 1793  | 1800  | 1806  | 1821  | 1836  | 1841  | 1846  | 1851  | 1856  |
| ----- | ----- | ----- | ----- | ----- | ----- | ----- | ----- | ----- |
| 1 227 | 1 077 | 1 423 | 1 260 | 1 272 | 1 281 | 1 273 | 1 285 | 1 279 |

| 1861  | 1866  | 1872  | 1876  | 1881  | 1886  | 1891  | 1896 | 1901 |
| ----- | ----- | ----- | ----- | ----- | ----- | ----- | ---- | ---- |
| 1 256 | 1 188 | 1 159 | 1 107 | 1 041 | 1 048 | 1 056 | 979  | 920  |

| 1906 | 1911 | 1921 | 1926 | 1931 | 1936 | 1946 | 1954 | 1962 |
| ---- | ---- | ---- | ---- | ---- | ---- | ---- | ---- | ---- |
| 886  | 823  | 700  | 713  | 740  | 676  | 625  | 657  | 553  |

| 1968 | 1975 | 1982 | 1990 | 1999 | 2004 | 2009 | 2014 | 2019 |
| ---- | ---- | ---- | ---- | ---- | ---- | ---- | ---- | ---- |
| 484  | 458  | 611  | 643  | 661  | 755  | 768  | 759  | 673  |

## Lieux et monuments

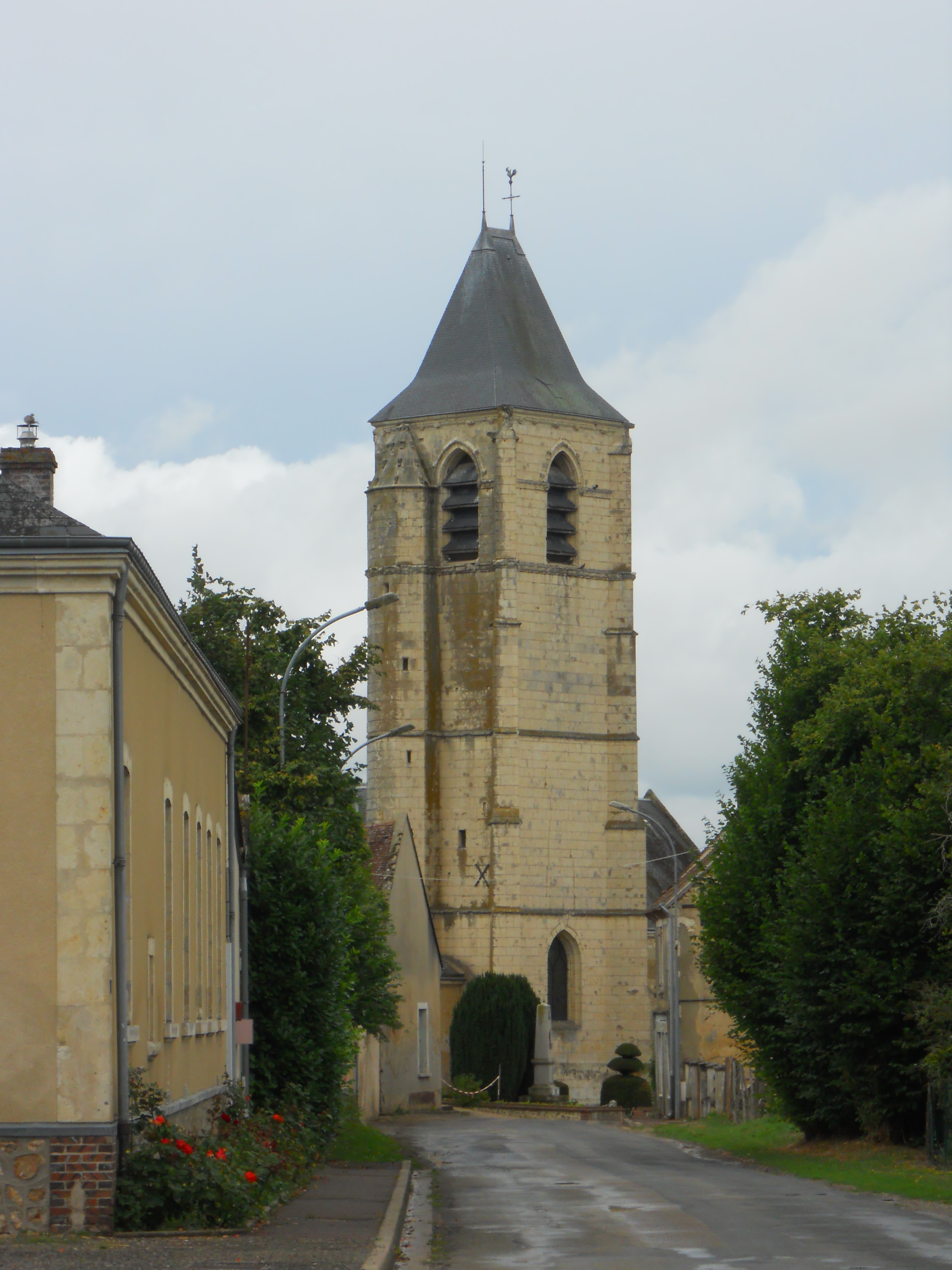
L'église Saint-Martin.

- L'église Saint-Martin, des XIIe, XVe et XVIIIe siècles, inscrite au titre des Monuments historiques depuis le 17 juin 1991[14]. Elle abrite quelques œuvres classées à titre d'objets[15].
- L'abbaye royale Notre-Dame des Claîrets.
- Le château de Launay, des XVIe, XVIIIe et XIXe siècles, inscrit au titre des Monuments historiques depuis le 10 novembre 2004[16]. Il abrite un tableau et un reliquaire classés à titre d'objets[15].
- La fonderie Renaudin.
- Le moulin à papier de Mâle, de la fin du XIXe siècle, inscrit au titre des Monuments historiques depuis le 9 juin 1995[17].

## Personnalités liées à la commune
- Régis des Plas (1898-1945), militaire et résistant, a résidé à Mâle.